# NGC 5495
NGC 5495 је спирална галаксија у сазвежђу Хидра која се налази на NGC листи објеката дубоког неба.
Деклинација објекта је - 27° 6' 28" а ректасцензија 14h 12m 23,5s. Привидна величина (магнитуда) објекта NGC 5495 износи 12,8 а фотографска магнитуда 13,5. NGC 5495 је још познат и под ознакама ESO 511-10, MCG -4-34-1, AM 1409-265, IRAS 14095-2652, PGC 50729.